# Munger
Munger est une ville indienne située dans le district de Munger dans l’État du Bihar. En 2011, sa population était de 388 000 habitants.

## Source de la traduction
- (en) Cet article est partiellement ou en totalité issu de l’article de Wikipédia en anglais intitulé « Munger » (voir la liste des auteurs).